# Mark Hučko
Mark Hučko (Bratislava, Slovačka, 15. rujna 1947.), slovački jezikoslovac. 
Hučko je konstruirao umjetni jezik slovio godine 1984. Godine 1968. seli u Kanadu, a od 1984. živi u Švicarskoj.